# Klavierbüchlein für Wilhelm Friedemann Bach

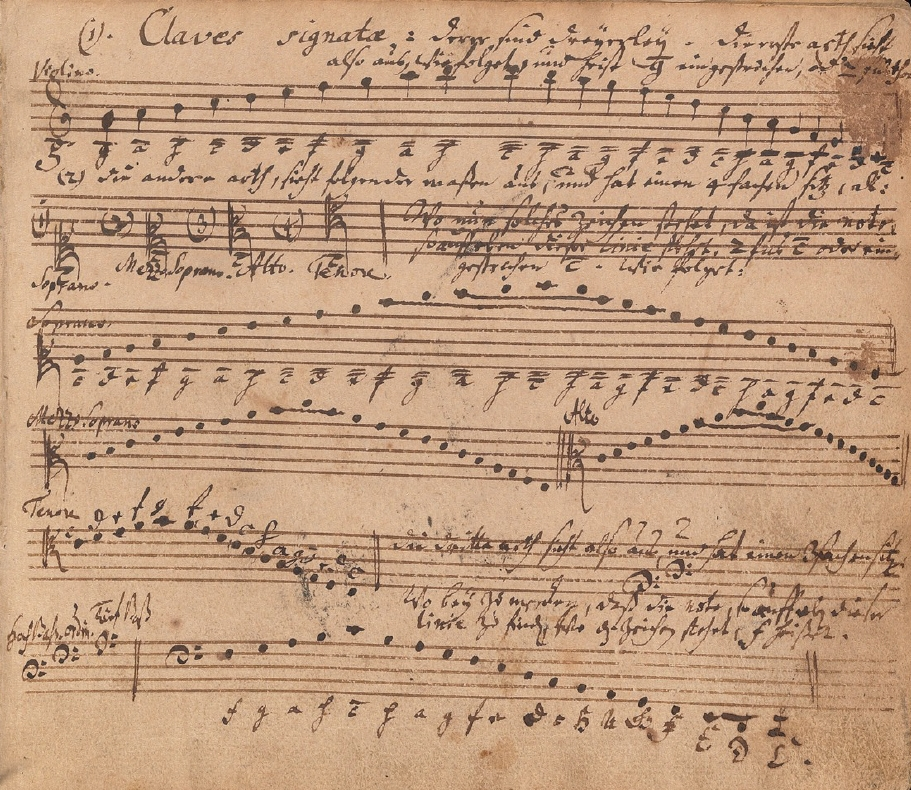
Erklärung der Notenschlüssel in Johann Sebastian Bachs Handschrift

Das Klavierbüchlein für Wilhelm Friedemann Bach ist eine Sammlung kleinerer Kompositionen, die hauptsächlich von Johann Sebastian Bach stammen. Bach legte das Heft für seinen ältesten Sohn Wilhelm Friedemann Bach an; der Originaltitel lautet Clavier-Büchlein vor Wilhelm Friedemann Bach. Oft wird heute der kürzere und modernisierte Titel Klavierbüchlein für Wilhelm Friedemann verwendet. Auf dem Titelblatt vermerkte Bach den 22. Januar 1720 als Beginn für die Sammlung.
Die Werke sind für die damals üblichen und beliebten Tasteninstrumente geschrieben, also für Clavichord und Cembalo (oder Spinett). Die meisten der enthaltenen Stücke sind Frühfassungen der später zusammengestellten Sammlungen Wohltemperiertes Klavier und Inventionen und Sinfonien. Hinzu kommen zahlreiche Einzelsätze.
Zwei Jahre später legte Bach für seine Frau Anna Magdalena ein sehr ähnliches Heft an, das Notenbüchlein für Anna Magdalena Bach, dem wenige Jahre danach noch ein zweites folgen sollte. Für seine anderen Kinder und seine zahlreichen Schüler sind entsprechende Sammlungen nicht erhalten.

## Hintergrund
Die Hälfte aller Eintragungen (Quelle A) im Clavierbüchlein vor Wilhelm Friedemann Bach stammt von J. S. Bach selbst und die andere von seinem Sohn Wilhelm Friedemann, der 1720 zehn Jahre alt ist. Vorübergehend treten zwei weitere, unbekannte Schreiber auf. Im Kritischen Bericht der Neuen Bachausgabe zum Clavierbüchlein schildert Wolfgang Plath die Geschichte der Handschrift:

„Für die „Frühgeschichte“ der Handschrift sind wir auf Vermutungen angewiesen. Wilhelm Friedemann dürfte das Manuskript als persönliches Eigentum bei seinem Auszug aus dem Elternhause im Jahre 1733 mit sich genommen haben. Während seiner hallischen Zeit, also zwischen 1746 und 1770, muß das Büchlein in den Besitz seines entfernten Verwandten (und wahrscheinlich auch Schülers) Johann Christian Bach, des sog. „Hallischen Klavier-Bach“, gekommen sein, der späterhin am Pädagogium in Halle wirkte und offenbar ein vorzüglicher Musiker war. Der nächste Besitzer ist Johann Nicolaus Kötschau, Musikdirektor in Schulpforta. Er erwirbt das Klavierbüchlein „nebst vielen Bachschen u anderen Musikalien […] aus der B.[achischen] Familie“ im Jahre 1814 aus dem Nachlaß J. Chr. Bachs. In dem gedruckten Nachlaßverzeichnis Kötschaus wird das Klavierbüchlein unter Nr. 691 erwähnt: „Sebastian Bach, Clavierbüchlein, 1720 von Sebastian Bach eigenhändig geschrieben“. Aus der Versteigerung erwirbt es der Jurist und Komponist Gustav Krug; einer seiner Enkel, der Musikschriftsteller Siegfried Krug, verkauft es endlich im Frühjahr 1932 über den Münchner Antiquar Flinkstaedt an die Library of the School of Music, Yale University, New Haven, Connecticut (USA).“

Die zahlreichen weiteren Quellen beinhalten einzelne Stücke oder Abschnitte des Clavierbüchleins. So werden auch Abschriften oder frühe Drucke herangezogen, um den Inhalt zu ergänzen, da unklar ist, ob die fragmentarische Gestalt vieler Stücke dem Zufall oder dem Verlorengehen von Seiten geschuldet ist.

## Autorschaft
Die meisten Kompositionen stammen von Johann Sebastian Bach, im Notenbüchlein sind aber auch drei Suiten anderer Komponisten enthalten. Zu ihnen gehören J. C. Richter, G. P. Telemann und Gottfried Heinrich Stöltzel, sowie Wilhelm Friedemann Bach selbst.
Die Sätze, die die Herausgeber des Bachwerkeverzeichnisses noch am ehesten mit Johann Sebastian in Verbindung bringen konnten, wurden dort unter dem Titel Neun Kleine Präludien (BWV 924 bis 932) zusammengefasst; auch sie werden von manchen Forschern Wilhelm Friedemann zugeschrieben.

## Inhalt

### Übersicht

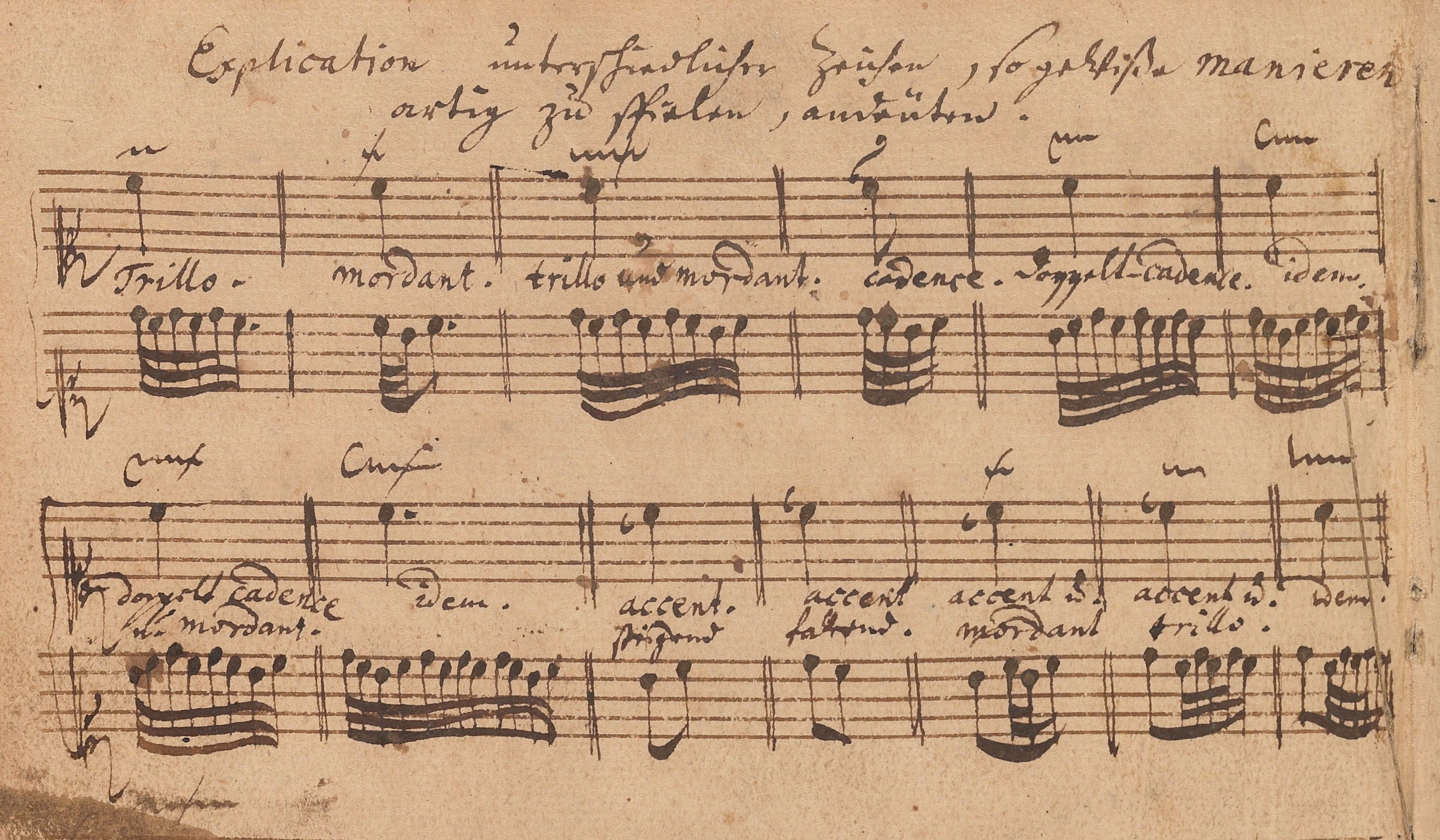
Bachs Erklärung der Verzierungen im Klavierbüchlein für Wilhelm Friedemann Bach

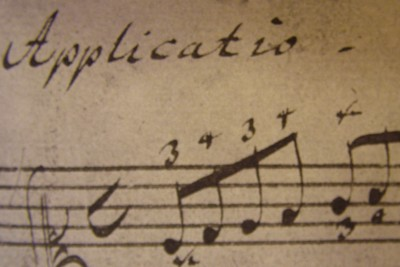
Ausschnitt aus dem ersten Takt der Applicatio C-Dur, BWV 994. Bachs Fingersätze sind klar erkennbar.

Das Buch beginnt mit einem Vorwort zur Erläuterung der Notenschrift: Zuerst werden die Notenschlüssel erklärt („Claves signatae“, siehe Bild oben), dann die Auflösung von Verzierungen („Explication unterschiedlicher Zeichen, so gewisse manieren artig zu spielen, andeuten“, siehe Bild rechts).
Die Stücke sind im Großen und Ganzen offensichtlich in einer didaktisch sinnvollen Reihenfolge angeordnet. Zu Beginn fallen besonders die Applicatio C-Dur (BWV 994) und das Präludium g-Moll (BWV 930) auf, weil sie die einzigen erhaltenen Beispiele autographer Fingersätze Bachs darstellen. (Bachs einziges anderes Werk mit erhaltenen Fingersätzen ist das C-Dur-Präludium BWV 870a, doch sind sie dort nicht von ihm selbst geschrieben, sondern möglicherweise von Johann Caspar Vogler (1696–1765), Bachs Schüler und Amtsnachfolger in Weimar.)
Es folgen einige leichte Einzelsätze – Präludien, Tänze und Choralbearbeitungen – und dann elf Präludien, die später in überarbeiteter Form Teil des Wohltemperierten Klaviers werden sollten. Nach einigen weiteren Einzelsätzen und Skizzen folgen die zweistimmigen Inventionen in Frühfassungen, dann zwei Suiten anderer Komponisten und abschließend die dreistimmigen Inventionen. Bach ordnete die Inventionen hier in Reihenfolge einer auf- und absteigenden Tonleiter, die Präludien des späteren Wohltemperierten Klaviers als zweimalig zur Quart aufsteigende Leiter an.

### Liste der Musikstücke in der Folge der Handschrift
13 einzelne Sätze:
- 1. Applicatio C-Dur (BWV 994): Sechzehntaktige präludienartige Komposition aus Tonleitern und Akkorden, mit Fingersätzen
- 2. Präambulum C-Dur (BWV 924, Neun kleine Präludien Nr. 1)
- 3. Wer nur den lieben Gott lässt walten (Choralpräludium für Orgel, BWV 691a)
- 4. Präludium d-Moll (BWV 926, Neun kleine Präludien Nr. 3)
- 5. Jesu, meine Freude (Choralpräludium für Orgel, BWV 753, unvollständig)
- 6. Allemande g-Moll (BWV 836, möglicherweise von Wilhelm Friedemann Bach)
- 7. Allemande g-Moll (BWV 837, Fragment, möglicherweise von Wilhelm Friedemann Bach)
- 8. Präambulum F-Dur (BWV 927, Neun kleine Präludien Nr. 4)
- 9. Präambulum g-Moll (BWV 930, Neun kleine Präludien Nr. 7)
- 10. Präludium F-Dur (BWV 928, Neun kleine Präludien Nr. 5)
- 11. Menuett 1 G-Dur (BWV 841, fremde Handschrift, möglicherweise nicht von Johann Sebastian Bach; auch enthalten im Notenbüchlein für Anna Magdalena Bach von 1722)
- 12. Menuett 2 g-Moll (BWV 842, fremde Handschrift)
- 13. Menuett 3 G-Dur (BWV 843)

Präludien aus dem Wohltemperierten Klavier, 1. Band:
- 14. Präludium C-Dur (BWV 846a, Frühfassung)
- 15. Präludium c-Moll (BWV 847)
- 16. Präludium d-Moll (BWV 851)
- 17. Präludium D-Dur (BWV 850)
- 18. Präludium e-Moll (BWV 855a, Frühfassung)
- 19. Präludium E-Dur (BWV 854)
- 20. Präludium F-Dur (BWV 856)
- 21. Präludium Cis-Dur (BWV 848)
- 22. Präludium cis-Moll (BWV 849)
- 23. Präludium es-Moll (BWV 853)
- 24. Präludium f-Moll (BWV 857)

Suite:
- 25. Piéce pour le Clavecin, composée par J. C. Richter. – Suite für Cembalo von Johann Christoph Richter[3], besteht nur aus einer Allemande und einer unvollständigen Courante.

Kleine Präludien:
- 26. Präludium C-Dur (BWV 924a, Frühfassung des ersten der Neun Kleinen Präludien)
- 27. Präludium D-Dur (BWV 925, Neun Kleine Präludien 2)
- 28. Präludium e-Moll (BWV 932, Neun Kleine Präludien 9)
- 29. Präludium a-Moll (BWV 931, Neun Kleine Präludien 8)

Skizze:
- 30. Zehn Takte einer unbetitelten Bass-Stimme g-Moll (ohne Bezifferung; im BWV nicht enthalten)

Fuge:
- 31. Fuga a 3 C-Dur (BWV 953)

Zweistimmige Inventionen:
- 32. Präambulum 1 C-Dur (BWV 772, Invention 1)
- 33. Präambulum 2 d-Moll (BWV 775, Invention 4)
- 34. Präambulum 3 e-Moll (BWV 778, Invention 7)
- 35. Präambulum 4 F-Dur (BWV 779, Invention 8)
- 36. Präambulum 5 G-Dur (BWV 781, Invention 10)
- 37. Präambulum 6 a-Moll (BWV 784, Invention 13)
- 38. Präambulum 7 h-Moll (BWV 786, Invention 15)
- 39. Präambulum 8 B-Dur (BWV 785, Invention 14)
- 40. Präambulum 9 A-Dur (BWV 783, Invention 12)
- 41. Präambulum 10 g-Moll (BWV 782, Invention 11)
- 42. Präambulum 11 f-Moll (BWV 780, Invention 9)
- 43. Präambulum 12 E-Dur (BWV 777, Invention 6)
- 44. Präambulum 13 Es-Dur (BWV 776, Invention 5)
- 45. Präambulum 14 D-Dur (BWV 774, Invention 3)
- 46. Präambulum 15 c-Moll (BWV 773, Invention 2)

Zwei Suiten:
- 47. Suite A-Dur von Georg Philipp Telemann. Drei Sätze: Allemande, Courante und Gigue (BWV 824)
- 48. Partia di Signore Steltzeln, Cembalosuite g-Moll von Gottfried Heinrich Stölzel. Vier Sätze: Ouverture, Air Italien, Bourrée, Menuett. Das Menuett wurde von Bach um ein Trio erweitert (BWV 929, wo es als Neun Kleine Präludien 6 geführt wird); es findet sich auch in einer Abschrift in der 3. Französischen Suite.

Dreistimmige Sinfonien:
- 49. Fantasia 1 C-Dur (BWV 787, Sinfonia 1)
- 50. Fantasia 2 d-Moll (BWV 790, Sinfonia 4)
- 51. Fantasia 3 e-Moll (BWV 793, Sinfonia 7)
- 52. Fantasia 4 F-Dur (BWV 794, Sinfonia 8)
- 53. Fantasia 5 G-Dur (BWV 796, Sinfonia 10)
- 54. Fantasia 6 A-Moll (BWV 799, Sinfonia 13)
- 55. Fantasia 7 h-Moll (BWV 801, Sinfonia 15)
- 56. Fantasia 8 B-Dur (BWV 800, Sinfonia 14)
- 57. Fantasia 9 A-Dur (BWV 798, Sinfonia 12)
- 58. Fantasia 10 g-Moll (BWV 797, Sinfonia 11)
- 59. Fantasia 11 f-Moll (BWV 795, Sinfonia 9)
- 60. Fantasia 12 E-Dur (BWV 792, Sinfonia 6)
- 61. Fantasia 13 Es-Dur (BWV 791, Sinfonia 5)
- 62. Fantasia 14 D-Dur (BWV 789, Sinfonia 3)
- 63. Fantasia 15 c-Moll (BWV 788, Sinfonia 2)

## Zweck des Klavierbüchleins
Wolfgang Plath bringt in dem Kritischen Bericht zu dem Klavierbüchlein für Wilhelm Friedemann Bach mehrere Argumente, die den Zweck des Klavierbüchleins als Klavierschule in Frage stellen. So seien die Stücke zu schwer für einen Klavieranfänger (vgl. Nr. 1), Wilhelm Friedemann habe bereits vor Anlegen des Büchleins Klavier spielen können. Auch die Claves signatae oder die Explication unterschiedlicher Zeichen sieht Plath nicht in einem klavierpädagogischen Kontext, sondern diese „ersten kat’exochen didaktischen Einträge mag J. S. Bach sozusagen ‚pro memoria‘ vorgenommen haben, auch wohl zur Illustration der trockenen Manierentabelle.“ Ab der Allemande Nr. 6 sei eine erste Kompositionsübung Wilhelm Friedemanns, der weitere folgen sollen (vgl. Nr. 26 und Nr. 2). Abschließend resümiert Plath:

„Ohne jeden Zweifel läßt sich nun schließlich auch erklären, warum die ‚kleinen Formen‘, also Präludien (Praeambula) und Tanzsätze, im Klavierbüchlein dominieren, warum suitenartige Gebilde (eines in kunstvoll verschleiertem, ein anderes in unverhülltem Variationsstil) erst so spät eingeführt werden – und warum die einzige Fuge, die das Klavierbüchlein kennt, zugleich auch die letzte Eintragung von J. S. Bachs Hand ist: der Kompositionslehrgang (nicht also der Klavierunterricht!) schreitet allmählich vom Einfachen zum Komplizierten fort, verharrt bei der Mühe der dreistimmigen Fantasien und schließt an dem Punkt, wo die hohe Kunst der Fuge ins Blickfeld des Schülers tritt. Es ist kein Zufall, daß das Klavierbüchlein für Wilhelm Friedemann Bach auf dieser Stufe seinen Abschluss findet.“